# 青森県道242号後平青森線
青森県道242号後平青森線（あおもりけんどう242ごう うしろたいあおもりせん）は、青森県上北郡七戸町から青森市に至る一般県道である。

## 概要
七戸町字後平で国道4号から西方向青森県道257号後平馬屋尻線（みちのく有料道路）方面へ分岐し、みちのく有料道路起点で分岐、天間ダムのダム湖の北岸を通ってみちのく有料道路に合流する。みちのく有料道路と約4キロメートル (km) 重複したあと、七戸町銀南木で再び分岐して南西方向へ進路を変える。青森市馬込の田代平湿原付近で青森県道40号青森田代十和田線に合流する。また、みちのく有料道路から八甲田方面の区間は山岳道路でダート区間(砂利道)であり、道幅が狭いので通行の際は注意が必要である。また、この区間の途中に上北鉱山の鉱毒処理施設がある。

### 路線データ
- 起点：国道四号交点（上北郡七戸町字後平）[1]
- 終点：青森田代十和田線交点（青森市大字田代）[1]

## 歴史
- 1970年（昭和45年）4月1日 - 県道に認定される[1]。
- 2022年（令和4年）：高規格ICアクセス 一般県道 後平青森線 後平バイパス（延長1.6km） 事業化[2]、野辺地七戸道路のジャンクション（名称未定）と接続予定

## 路線状況

### 重複区間
- みちのく有料道路（青森県道257号後平馬屋尻線）（上北郡七戸町）

### 道路施設
- 二戸ノ瀬トンネル

### 冬期閉鎖区間
- 七戸町天間舘 - 七戸町旧上北鉱山（11月下旬 - 5月下旬）
- 七戸町旧上北鉱山 - 青森市田代（11月下旬 - 5月下旬）

## 地理

### 交差する道路
- 国道4号（上北郡七戸町字後平、起点）
- 上北自動車道（七戸北IC、上北郡七戸町字後平、起点）
- 青森県道257号後平馬屋尻線（みちのく有料道路）
- 青森県道40号青森田代十和田線（青森市大字田代、終点）

### 沿線の施設など
- 森林公園
  - 天間林村森林公園キャンプ場
- 天間ダム
- 十和田市営牧場
- 田代平湿原